# Enhet
Enhet est un hameau belge de l’ancienne commune de Chevetogne, situé dans la commune de Ciney, au sein de la province de Namur.

## Géographie
Le hameau est situé entre Ronvaux, Chevetogne, Custinne et Mont-Gauthier.
|                   | Nord: Ronvaux      |               |
| Ouest: Chevetogne |                    | Est: Custinne |
|                   | Sud: Mont-Gauthier |               |